# Запонорская волость
Запонорская волость — волость в составе Богородского и Орехово-Зуевского уездов Московской губернии. Существовала до 1929 года. Центром волости в XIX веке было село Запонорье, затем деревня Давыдово, а с 1921 — деревня (с 1924 — пгт) Куровская.
В состав волости вошли селения Анциферово, Барское, Белива, Глебово, Гора, Давыдово, Елизарово, Завалинье, Загряжское, Запонорье, Запруденье, Коротково, Костино, Куровское, Ляхово, Ненилово, Новая, Радованье, Смолево, Стенино, Тереньково и Яковлево.
По данным 1919 года в Запонорской волости было 23 сельсовета: Анциферовский, Барский, Беливский, Глебовский, Горский, Давыдовский, Дубровский, Елизаровский, Заволенский, Загряжский, Запонорский, Запруденский, Коротковский, Костинский, Куровский, Ляховский, Нениловский, Новинский, Радованьевский, Смолевский, Стенинский, Тереньковский, Яковлевский.
5 января 1921 года Запонорская волость была передана в Орехово-Зуевский уезд.
К 1921 году был упразднён Нениловский с/с. В 1923 году он был восстановлен.
В июле 1925 года было упразднено 14 с/с. Осталось лишь 9 — Анциферовский, Беливский, Давыдовский, Заволенский, Запонорский, Куровский, Новинский, Стенинский, Тереньковский. Однако уже в ноябре 1925 года число сельсоветов возросло до 19. Из Анциферовского с/с были выделены Костинский и Яковлевский, из Стенинского — Дубровский, из Давыдовского — Горский, Елизаровский и Ляховский, из Новинского — Запруденский, Смолевский и Радованьевский, из Беливского — Загряжский.
В 1926 году Стенинский с/с был присоединён к Дубровскому, был упразднён Куровский с/с. Из части Давыдовского с/с был образован Барский с/с, из части Новинского — Глебовский, из части Дубровского — Коротковский.
В 1927 году были упразднены Дубровский и Глебовский с/с. Был образован Дуброво-Стенинский с/с.
В ходе реформы административно-территориального деления СССР в 1929 году Запонорская волость была упразднена.